# Attest

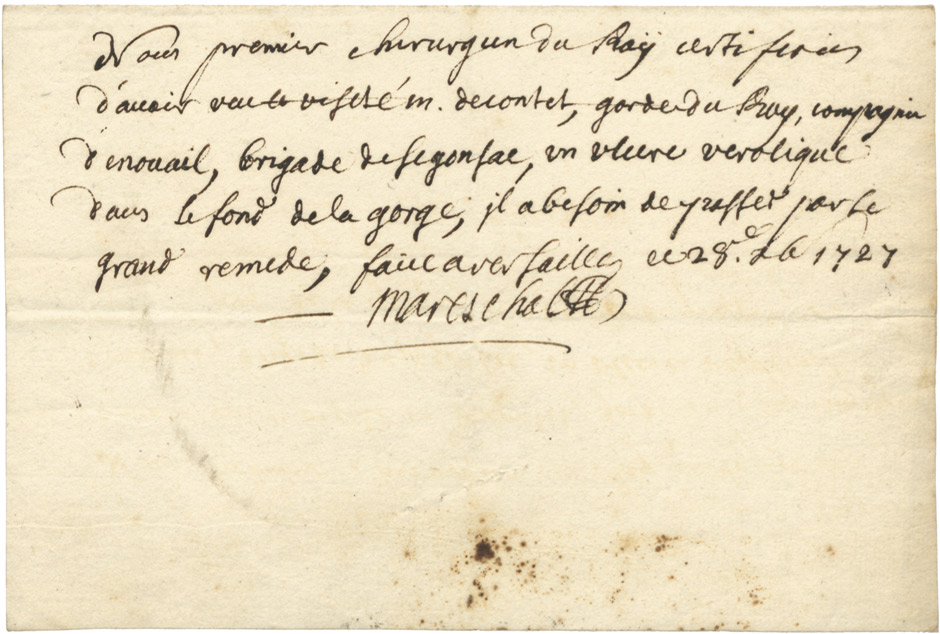
Attest des königlichen Leibarztes Georges Maréchal, Frankreich 1727

Ein Attest (anhörenⓘ; lateinisch attestatio, „Bescheinigung“, „Beglaubigung“; Substantiv, Neutrum) ist ein meist im medizinischen Bereich gebrauchtes Wort für eine Bescheinigung oder ein Gesundheitszeugnis.

## Allgemeines
In der Umgangssprache wird darunter meist eine Bescheinigung der Schulbesuchs- oder Arbeitsunfähigkeit verstanden. Sie wird in der Regel vom Hausarzt ausgestellt. Das ärztliche Attest ist eine schriftliche Bescheinigung ärztlichen Inhalts. Sie liegt vor, wenn das Ergebnis einer ärztlichen Feststellung oder Untersuchung schriftlich niedergelegt wird, gleichgültig, ob es sich um die Untersuchung eines einzelnen Organes, die zusammenfassende ärztliche Beurteilung mehrerer Untersuchungsergebnisse oder um die Gesamtbewertung eines Krankheitsbildes handelt.
Die Erscheinungsformen ärztlicher Atteste sind vielfältig. Ein Attest ist jede Art (ärztlicher) Bescheinigungen, beispielsweise kann ein arbeitsmedizinischer Untersucher attestieren, dass jemand frei von ansteckenden Krankheiten ist. Ein Attest kann auch ein über den einfachen Befundbericht hinausgehender Arztbrief sein, der beispielsweise die Diagnose, die durchgeführte Therapie und eine Empfehlung zur Weiterbehandlung durch einen weiteren Arzt oder Zahnarzt beinhaltet.

## Arbeitsunfähigkeit
Die häufigste Art des Attestes ist die Arbeitsunfähigkeitsbescheinigung, auch in elektronischer Form. Sie ist vom Arbeitnehmer dem Arbeitgeber unverzüglich zu Beginn seiner Fehlzeit vorzulegen, spätestens jedoch gemäß § 5 Abs. 1 Entgeltfortzahlungsgesetz nach mehr als drei Kalendertagen.
Die ärztliche Feststellung der Arbeitsunfähigkeit dient lediglich als medizinisches Gutachten für die Entscheidung über den Entgeltfortzahlungsanspruch. Bestehen Zweifel an seiner Beweiskraft, können Arbeitgeber auf die Unterstützung durch die Krankenkassen oder den Amtsarzt zurückgreifen.
Krankenkassen sind gemäß § 275 Abs. 1 Nr. 3b SGB V verpflichtet, zur Beseitigung von Zweifeln eine gutachtliche Stellungnahme ihres Medizinischen Dienstes einzuholen. Zweifel sind gemäß § 275 Abs. 1a SGB V insbesondere anzunehmen, wenn Arbeitnehmer auffällig häufig oder häufig nur für kurze Dauer oder mit dem Arbeitstag zu Beginn oder Ende einer Arbeitswoche arbeitsunfähig sind oder die Arbeitsunfähigkeit von einem Arzt festgestellt wurde, der durch die Häufigkeit der von ihm ausgestellten Arbeitsunfähigkeitsbescheinigungen auffiel. Die Prüfung hat unverzüglich nach Vorlage des Attestes zu erfolgen. 
Die Krankenkasse kann von einer Beauftragung des Medizinischen Dienstes absehen, wenn sich die medizinischen Voraussetzungen der Arbeitsunfähigkeit eindeutig aus den der Krankenkasse vorliegenden ärztlichen Unterlagen ergeben.
Nach dem Verständnis des § 275 Abs. 1a SGB V ist stets von einem „auffälligen Verhalten“ auszugehen, wenn die Fehlzeit eines Arbeitnehmers die der Kollegen derselben Abteilung um mehr als die Hälfte übersteigt.
Bestehen Zweifel über die Dienstunfähigkeit des Beamten, ist er verpflichtet, sich nach Weisung der Behörde ärztlich untersuchen zu lassen und, falls ein Amtsarzt dies für erforderlich hält, auch beobachten zu lassen (§ 44 Abs. 1 BBG).

## Honorierung
Die Honorierung für Atteste erfolgt nach der GOÄ-Nr. 70 Kurze Bescheinigung oder kurzes Zeugnis, Arbeitsunfähigkeitsbescheinigung der Gebührenordnung für Ärzte (5,36 € beim 2,3-fachen Satz) beziehungsweise nach der BEMA-Nr. 7700 des Bewertungsmaßstabs zahnärztlicher Leistungen.